# 床哲
床哲（とこてつ、1972年10月9日 - ）は、大相撲の床山。本名は小浜哲也。大阪府岸和田市出身。高田川部屋所属。現在一等床山を務めている。

## 履歴
- 1988年3月場所 - 採用。
- 1999年以前 - 三等床山。
- 2009年1月場所 - 二等床山に昇進。
- 2019年1月場所 - 一等床山に昇進。